# Вечеславці
Вечеславці (словен. Večeslavci) — поселення в общині Рогашовці, Помурський регіон, Словенія. Висота над рівнем моря: 232,9 м.